# Friedrich Hultsch
Friedrich Hultsch, né à Dresde le 22 juillet 1833 (royaume de Saxe) et mort à Dresde le 6 avril 1906, est un philologue, historien des sciences, mathématicien et numismate allemand.

## Biographie
Friedrich Otto Hultsch effectue ses études Leipzig de 1851 à 1855, et enseigne ensuite dans des écoles de Leipzig, Zwickau et Dresde.
Friedrich Hultsch est l'auteur de nombreux écrits, notamment sur l'histoire des mathématiques dans la Grèce antique et sur la métrologie antique, dans laquelle il décrit les unités de mesure employées pendant l'Antiquité.
Dans ce contexte son œuvre la plus connue est Griechische und römische metrologie, publiée à Berlin en 1882, dans laquelle il évalue le standard du scrupulum à 11,38 grammes (utilisé dans les premières pièces en argent). Ce standard a été parfois critiqué et contesté. Il est en accord avec la thèse de Theodor Mommsen sur les origines babyloniennes en les datant du Ve siècle av. J.-C.
Dans le même contexte historico-scientifique on note aussi la publication Metrologicorum scriptorum reliquiae, édité entre 1864 et 1866.
À noter aussi une importante édition critique sur les Histoires de Polybe.

## Monnaies étrusques
Friedrich Hultscha identifié le standard du scrupulum utilisé pour les premières monnaies en argent de 11,38 grammes et a conforté Mommsen dans ses opinions sur l'origine babylonienne en datant les monnaies du Ve siècle av. J.-C. Il a fait aussi un parallèle entre l'avis de Pline l'Ancien qui date le premier denier de 269 av. J.-C. et le Statère en argent de 20 litrae selon le pied de monnaie attique  qu'il  a appelé doppio denario.